# عزت طنوس
عزت جريس طنوس (1896–1994)، سياسي ودبلوماسي ومفكر فلسطيني، يعد من رجالات الحركة الوطنية الفلسطينية، وعضو اللجنة العربية العليا لفلسطين، وكان قد أسس وترأس ممثلية جامعة الدول العربية في لندن عام 1945، وكان مندوبًا لفلسطين في عصبة الأمم ثم في الأمم المتحدة حيث مثل اللجنة العربية العليا لفلسطين، وهو عضو المجلس الوطني الفلسطيني الأول عام 1964، كما أسس وترأس ممثلية منظمة التحرير الفلسطينية في نيويورك منذ مارس 1965 وحتى أكتوبر 1968.

## حياته
وُلد عزت جريس طنوس في نابلس عام 1896 لعائلة فلسطينية مسيحية. انتقل إلى القدس عام 1906 فدرس فيها في مدرسة المطران وتخرج منها عام 1911. سافر بعد ذلك إلى بيروت والتحق هناك في خريف عام 1914 بكلية الطب في الجامعة الأميركية وتخرج منها طبيبًا.
التحق بالجيش العثماني في دمشق في يوليو 1918، ثم عُيّن في مستشفى في حيفا واستمر بالعمل فيه لعدة أسابيع، وعاد عام 1919 إلى القدس وعمل في مركز تابع للصليب الأحمر الأمريكي، ثم افتتح عيادة طبية خاصة له.
توجه إلى لندن عام 1928 والتحق بكلية الطب في جامعة لندن ليتخصص في مجال طب الأطفال، وبعد أن تخرج منها عاد إلى القدس صيف عام 1929 ومارس اختصاصه.
بعد أن اندلعت هبّة البراق في أغسطس 1929 أغلق عيادته مدة شهر للتفرغ والمساهمة في اللجنة التنفيذية العربية المنبثقة من المؤتمر العربي الفلسطيني السابع، وفي خريف عام 1933 شارك في التظاهرات الحاشدة التي شهدتها المدن الفلسطينية احتجاجًا على الهجرة اليهودية المتزايدة، وشارك في وفد لمقابلة المندوب السامي البريطاني للاحتجاج على سلوك سلطات الانتداب البريطاني بحق المتظاهرين.
أصبح مقربًا من الحزب العربي الفلسطيني بعد تأسيسه في مارس 1935، ودُعي في يونيو 1936 برفقة جمال الحسيني وإميل الغوري إلى لندن لمقابلة وزير المستعمرات البريطاني لبحث إيقاف الهجرة اليهودية إلى فلسطين، وخلال وجوده في لندن أشرف على تأسيس «المركز العربي» لشرح القضية الفلسطينية أمام الرأي العام البريطاني.
كان ضمن الذين التقتهم لجنة بيل الملكية في خريف عام 1936 للتحقيق في أحداث الثورة الفلسطينية. وفي ربيع عام 1937 كلفته اللجنة العربية العليا بالذهاب إلى الولايات المتحدة لتعزيز الرأي المؤيد للقضية الفلسطينية هناك، ثم كلفته اللجنة العربية العليا في خريف عام 1937 ليكون سكرتيرًا للوفد العربي الفلسطيني إلى عصبة الأمم في جنيف، وكان الوفد مكونًا من جمال الحسيني وألفرد روك وعوني عبد الهادي وموسى العلمي وعادل أرسلان.
انتقل إلى بيروت ملتحقًا بالمفتي محمد أمين الحسيني الذي لجأ إلى لبنان في أكتوبر 1937 بعد حظر السلطات البريطانية للجنة العربية العليا. انتقل طنوس إلى القدس حيث أجرى محادثات مع المندوب السامي البريطاني آرثر واكهوب ومع رئيس الجامعة العبرية يهودا ماغنس، ثم عاد إلى لندن وقابل وزير المستعمرات البريطاني الجديد مالكولم ماكدونالد في 20 يونيو 1938.
أشرف على تنظيم مؤتمر لندن المنعقد في فبراير 1939 وشارك فيه، وبعد اندلاع الحرب العالمية الثانية، عاد مجددًا إلى القدس قادمًا من لندن، وفي يونيو 1945 طلبت منه جامعة الدول العربية بالعمل على تأسيس مكتب ممثلية جامعة الدول العربية في لندن وتولى إدارته.
انضم في نوفمبر 1945 إلى اللجنة العربية العليا التي أُعيد إحياؤها، وكُلف بمنصب أمانة سر اللجنة وأمانة صندوقها، ثم كلفته جامعة الدول العربية بمنصب الأمين العام لبيت المال العربي الذي قررت اللجنة العربية العليا إنشاءه.
واصل طنوس نشاطه الوطني بعد وقوع النكبة عام 1948، وسافر عام 1951 إلى باريس للمشاركة في دورة الجمعية العامة للأمم المتحدة، وهناك خطب في اللجنة السياسية بالنيابة عن الشعب الفلسطيني، ثم توجّه عام 1952 إلى نيويورك ليتكلم ثانية باسم الشعب الفلسطيني.
أسس في نيويورك في يوليو 1955 «المكتب العربي الفلسطيني» وكان بالقرب من مقر الأمم المتحدة، وترأس المكتب حتى عام 1962.
كان عضوًا في أول مجلس وطني فلسطيني الذي عُقد في القدس في مايو 1964 وأعلن فيه تأسيس منظمة التحرير الفلسطينية، وكلفته منظمة التحرير الفلسطينية بتأسيس مكتبًا تمثيليًا لها في نيويورك، فافتتح المكتب رسميًا في مارس 1965 تحت اسم «البعثة الدائمة لمنظمة التحرير الفلسطينية»، وترأس المكتب حتى أكتوبر 1968 حيث اعتزل العمل السياسي وتفرغ لكتابة مذكراته.

## مؤلفاته
ألف عزت طنوس عدة مؤلفات باللغتين العربية والإنجليزية وجميعها تعلق بالقضية الفلسطينية، منها: «الفلسطينيون: ماض مجيد ومستقبل باهر»، بيروت، عام 1982.

## وفاته
تُوفي عزت طنوس عام 1994 في ولاية فرجينيا في الولايات المتحدة الأمريكية.